# Brissac Loire Aubance
Brissac Loire Aubance község Franciaország Loire mente régiójában, Maine-et-Loire megyében. Új községként 2016. december 15-én jött létre Les Alleuds, Brissac-Quincé, Charcé-Saint-Ellier-sur-Aubance, Chemellier, Coutures, Luigné, Saint-Rémy-la-Varenne, Saint-Saturnin-sur-Loire, Saulgé-l’Hôpital és Vauchrétien községek egyesítésével. A korábbi községek egyesülésekor az új község lélekszáma 11 076 fő lett. Lakosainak száma 11 000 fő (2022. január 1.).

## Népesség
| Lakosok száma | 10 807 | 10 859 | 10 851 | 10 906 | 10 895 | 11 000 |
|               | 2017   | 2018   | 2019   | 2020   | 2021   | 2022   |